# Rhagastis hayesi
Rhagastis hayesi là một loài bướm đêm thuộc họ Sphingidae. Nó được tìm thấy ở south-Đông Á, bao gồm Myanmar, Việt Nam và Thái Lan.
Nó giống với Rhagastis acuta nhưng có thể phân biệt bởi phần bên bụng, màu nền phía trên cánh trước thường có màu nâu ô liu đậm hơn.